# Alexandra (Lykophron)
Die Alexandra ist ein dramatischer Monolog eines Autors namens Lykophron. Bei diesem handelt es sich möglicherweise um den Tragiker Lykophron aus Chalkis, der im frühen 3. Jahrhundert v. Chr. tätig war. Nach einer anderen Hypothese entstand das Werk zwischen 196 und 190 v. Chr. Es besteht im Hauptteil aus einer Weissagung der trojanischen Seherin Kassandra, die hier Alexandra genannt wird. In einer besonders „dunklen“, schwer verständlichen Sprache verkündet sie den Untergang Trojas, die Schicksale der darin verwickelten Helden und weitere Ereignisse bis hin zur Zeit der Abfassung.

## Inhalt und Charakter des Werks

Kassandra, die „Alexandra“ bei Lykophron, auf einem Gemälde von Evelyn De Morgan

Das 1474 Zeilen umfassende Werk ist in Senaren („Sechsern“) oder jambischen Trimetern verfasst, dem Versmaß der Szenen der griechischen Tragödie. Paris ist nach Sparta aufgebrochen, um dort Menelaos’ Frau Helena zu rauben, was zum Ausbruch des Trojanischen Krieges führen sollte. Kassandra ist in der Obhut eines von ihrem Vater Priamos bestellten Wächters zurückgeblieben. Der Text ist der Bericht dieses Wächters an Priamos über die von Kassandra ausgesprochenen Verwünschungen.
Nachdem sie an die erste Zerstörung Trojas durch Herakles erinnert hat, stellt Kassandra den Ausbruch und Verlauf des Trojanischen Kriegs dar, dann in einem großen Mittelteil die tragischen Ereignisse bei der Heimkehr der griechischen Helden. Hier steht wiederum der Bericht über die Irrfahrten des Odysseus im Mittelpunkt, seine Heimkehr zur ausschweifend lebenden Penelope und seine schließliche Ermordung. Den Schicksalen der Griechen wird die erfolgreiche Ansiedlung des Aeneas in Italien gegenübergestellt und der Ausblick auf die Größe Roms.
Im Schlussteil weitet sich das Panorama zur Darstellung des „ewigen Kampfes“ zwischen Europa und Asien, der schon in sagenhafter Zeit hin- und herwogt, zu den Perserkriegen und zu Alexander dem Großen führt, bis „in der sechsten Generation“ nach diesem ein Verwandter Kassandras die Makedonen besiegen und einen Frieden schließen wird, der den uralten Frevel der gegenseitigen Kriege behebt. Die Rede der Kassandra endet resigniert, da sie die vielen Katastrophen nicht aufhalten kann, der Wächter schließt mit einem Segensspruch für die Troer.
Die bereits im Lexikoneintrag der Suda vermerkte Dunkelheit des Gedichts (to skoteinon poiema) beruht zum einen auf seinem gesuchten, von Archaismen, Dialektformen und Neologismen überbordenden Wortschatz: Von den 3000 Wörtern des Gedichts erscheinen immerhin 518 nur hier, weitere 117 hier zum ersten Mal. So klar der Aufbau im Ganzen ist, so steckt das Gedicht im Einzelnen doch voller Abschweifungen, die oft noch ineinander geschachtelt sind. Nach der Ermordung des Odysseus und der seines Sohnes Telemach wird so auch die von Herakles, dem Sohn Alexanders des Großen erzählt bzw. prophezeit.
Die größte Schwierigkeit besteht aber darin, dass die Hauptfiguren und die wichtigen Schauplätze grundsätzlich nicht mit Namen genannt, sondern vielfältig umschrieben werden: Personen mit Hinweisen auf ihre Taten und mit Tiervergleichen, wobei derselbe Tiername (Löwe, Drache, Wolf …) immer wieder andere Personen meint; und geographische Orte, indem sie mit entlegenen, kaum bekannten Winkeln in ihnen identifiziert werden. Hier haben sich die Gelehrten seit der Antike um Aufklärung bemüht, manche Rätsel sind aber nicht mehr lösbar.
Das Werk besticht durch seine außerordentliche Gelehrsamkeit, die es in der Spätantike zu einer gern benutzten Quelle für seltene Namen und Ausdrücke machte, hat aber wenig genuin literarischen Reiz. Konrat Ziegler wirft Lykophron vor, dass er kein Register der psychrotes (des literarischen Schwulsts, den Aristoteles seinem Namensvetter aus dem 4. Jahrhundert vorwarf) unbespielt gelassen habe, Barthold Georg Niebuhr nennt das Werk fast ungenießbar.

## Die Verfasserfrage
Die Suda nennt als Autor den Tragödiendichter Lykophron aus Chalkis, der im frühen 3. Jahrhundert v. Chr. tätig war. Bereits in den ältesten Scholien, die vermutlich auf Theon zurückgehen, einen Grammatiker der augusteischen Zeit, der die Alexandra herausgab, wird jedoch vermerkt, dass es sich um einen anderen Lykophron handeln müsse, denn am Ende des Werks seien spätere Ereignisse berichtet. Johannes Tzetzes übernimmt in seinem Kommentar die Angabe der Suda.
1788 versuchte der Herausgeber Heinrich Gottfried Reichard die frühe Datierung des Werks zu retten, indem er die letzten Prophezeiungen auf die Niederlage des Pyrrhus gegen die Römer 275 v. Chr. bezog, die damit in die Lebenszeit Lykophrons aus Chalkis gefallen wäre. In der Folge wurde vorgeschlagen, die auf Rom bezüglichen Prophezeiungen als spätere Hinzufügungen anzusehen. Barthold Georg Niebuhr plädierte dagegen für die Einheitlichkeit des Werks und für die spätere Datierung. Der renommierte Altphilologe Ulrich von Wilamowitz-Moellendorff verteidigte sein Leben lang die Zuschreibung an Lykophron aus Chalkis, zunächst, indem er auch die letzten Prophezeiungen mit Ereignissen im Leben Alexanders des Großen in Verbindung brachte, und als sich das nicht halten ließ, indem er vertrat, dass der Schluss des Werks zu seiner Zeit immerhin eine tatsächliche Prophezeiung sein konnte.
Dagegen werden erst später erforschte Details angeführt, die auf Verarbeitung von Ereignissen des zweiten makedonisch-römischen Kriegs hindeuten sollen. Dieser endete nach dem Sieg der Römer in der Schlacht von Kynoskephalai 197 v. Chr. mit einem Friedensschluss zwischen Titus Quinctius Flamininus und Philipp V. von Makedonien, bei dem der philhellenisch eingestellte römische Feldherr den Makedonen und Griechen sehr günstige Bedingungen zugestand.
In der weiterhin andauernden Diskussion wurden vor allem der Bezug der letzten Prophezeiungen auf Pyrrhus und die Einschubsthese immer wieder vertreten, letztere zum Beispiel von Peter M. Fraser in seinem großen Werk Ptolemaic Alexandria von 1972. Gegen die Einschubsthese spricht die stilistische Einheitlichkeit des Werks und sein logischer Zusammenhang, der auf die Versöhnung von Griechen und Römern hinausläuft.
Ein konkretes Argument für die Zuschreibung zum älteren Lykophron aus Chalkis war stets, dass der Grammatiker Aristophanes von Byzanz diesem vorwirft, einen Dialektausdruck aus Euböa benutzt zu haben, der sich auch in der Alexandra findet. Nichts verhindert jedoch, dass dieser Ausdruck von Lykophron aus Chalkis auch in einem anderen Werk verwendet wurde.
In der Alexandra fehlt nicht zuletzt jeder Hinweis auf die ägyptischen Verhältnisse, wie er bei dem in Alexandria wirkenden älteren Lykophron nahegelegen hätte, selbst wenn dieser das Werk nach einer Rückkehr nach Chalkis verfasst hätte.
Eine Zusammenfassung des älteren Diskussionsstands bietet Konrat Ziegler in seinem Artikel in Paulys Realencyclopädie der classischen Altertumswissenschaft. Wie Stevan Josifović 1968 feststellte, wurden in der Zeit bis dahin keine neuen Argumente gegen sein Ergebnis vorgebracht, und auch Fraser schloss sich ihm in einer späteren Veröffentlichung an. Möglicherweise stammte der Verfasser des Werks aus Chalkis und trug denselben Namen wie der alexandrinische Autor, was dann zur Verwechslung führte. In der neueren Forschung wird jedoch die Gleichsetzung des Tragikers Lykophron aus Chalkis mit dem Autor der Monodie teilweise wieder verstärkt befürwortet, teils abgelehnt. Simon Hornblower geht davon aus, dass Lykophron ein Pseudonym ist. Er diskutiert auch die Frage, ob es sich um das Werk einer Frau handeln könnte, findet aber letztlich keine ausreichenden Belege dafür, dass eine Frau in der Antike ein männliches Pseudonym genutzt haben könnte.

## Ausgaben und Übersetzungen
- Eduard Scheer: Lycophronis Alexandra. 2 Bände, Berlin 1881–1908. Nachdruck 1958 (grundlegende kritische Ausgabe der Alexandra)
- Lykophron: Alexandra. Griechisch und Deutsch mit erklärenden Anmerkungen. Hrsg. von Carl von Holzinger. Leipzig 1895 (online bei Internet Archive).
- Massimo Fusillo, André Hurst, Guido Paduano: Licofrone. Alessandra. Guerini, Milano 1991. ISBN 8878022616.
- Lycophronis Alexandra. Texte établi, traduit et annoté par André Hurst. Les Belles Lettres, Paris 2008 (Collection des universités de France).
- Lykophron: Alexandra. Greek Text, Translation, Commentary, and Introduction by Simon Hornblower. Oxford University Press, Oxford 2015.
- Lykophron: Alexandra (= Sammlung Tusculum). Herausgegeben und übersetzt von Fabian Horn, 2022
- Simon Hornblower: Lykophron: Alexandra. Oxford world’s classics. Oxford University Press, Oxford 2022.